# ドージャ・ジェルジ通り駅
座標: 北緯47度31分28.77秒 東経19度3分47.87秒 / 北緯47.5246583度 東経19.0632972度
ドージャ・ジェルジ通り駅（-どおりえき）は、ハンガリー共和国ブダペスト県ブダペスト市13区に位置するブダペスト地下鉄3号線の駅である。

## 駅構造
- 相対式ホーム2面2線を有す地下駅。
- 深さ8.53m地点に存在する。

## 歴史
- 1984年11月5日 - 開業。

## 隣の駅
ブダペスト地下鉄
■3号線
アールパード橋駅 - ドージャ・ジェルジ通駅 - レヘル広場駅